# Кад је Ниче плакао (књига)
Кад је Ниче плакао (енгл. When Nietzsche wept) је роман из 1992. године америчког писца и еминентног професора психијатрије др Ирвина Јалома. Књига је базирана на мешавини фикције и факата. Протагонисти романа су Фридрих Ниче и Јозеф Бројер. Споредни ликови, који су уједно и стварне личности, укључују Бројеровог ученика и пријатеља Зигмунда Фројда, Лу Саломе, Бројерову пацијенткињу Берту Папенхајм, филозофа Паула Реа и Ничеову сестру Елизабет Ниче.
Прво издање на српском језику објавила је издавачка кућа "Плато" из Београда 2001. године у преводу Оливере Живановић.

## Радња
Лу Саломе, блиска пријатељица Фридриха Ничеа и филозофа Паула Реа, од свог брата Јение чула је за еминентног јеврејског доктора Јозефа Бројера и његову иновативну технику лечења очајања - лечење разговором. Самоуверена млада дама појављује се у Бројеровој пракси у Бечу, одлучна да убеди Бројера да својом иновативном техником излечи Ничеове душевне патње. Лу је тражила од Бројера да за њихов сусрет Ниче никад не сазна и да се пред Ничеом претвара да покушава да излечи његове физичке проблеме. Доктор Бројер је био толико импресиониран личношћу прелепе Рускиње, да није могао да одбије. Наговорен, Ниче долази у Беч код доктора Бројера и тражи да покуша да уради оно што многим европским докторима није успело - да га излечи.
Након месец дана лечења напада јаке мигрене, Ниче одлучује да отпутује на југ, јер му временске прилике у Бечу никако нису одговарале. Да би га зауставио, Бројер с њим склапа чудан договор, да лече један другог. Бројер је био дубоко незадовољан својим породичним животом, а свакодневно га је прогањала опседнутост својом бившом пацијенткињом Бертом Папенхајм. Ниче је од почетка веома затворен и резервисан, чувајући свој живот у строгој тајности од др Бројера. Бројер је схватио да ако жели да помогне Ничеу, прво мора да задобије његово поверење. Дане су проводили у филозофским разговорима и на тај начин се временом зближили. 
Након мноштва успона и падова, између Бројера и Ничеа ствара се велико пријатељство. На самом крају терапија Бројер позива Ничеа да буде гост у његовој кући, проведе зиму и празнике са Бројеровом породицом, али Ниче одбија. Др Бројер се враћа својој породици, а Ниче одлази у Италију да трагајући за истином прикупи материјал за своје ново дело - Тако је говорио Заратустра.

## Личности
- Јозеф Бројер је угледни јеврејски лекар који живи и ради у Бечу. Пристаје да излечи Ничеове душевне патње без његовог знања о томе.
- Фридрих Ниче је филозоф, свој живот проводи у немилосрдном трагању за истином. Живи усамљено и без сталног места боравка. Сматра себе постхумним филозофом.
- Зигмунд Фројд, који ће касније постати оснивач психоанализе, је Бројеров ученик и пријатељ.
- Лу Саломе је прелепа млада Рускиња која остварује веома комплексан однос са Ничеом и Реом. Она убеђује Бројера да помогне Ничеу.
- Берта Папенхајм је Бројерова пацијенткиња којом је опседнут.[3]

## Критике
Иако се у стварности Бројер и Ниче никада нису срели, књига је добила одличне критике. У многим земљама је била бестселер, а само у Немачкој је продата у преко милион примерака.

## Екранизација
- Кад је Ниче плакао